# Mrmoš
Mrmoš (en serbe cyrillique : Мрмош) est un village de Serbie situé dans la municipalité d'Aleksandrovac, district de Rasina. Au recensement de 2011, il comptait 745 habitants.

## Démographie

### Évolution historique de la population
| 1948  | 1953  | 1961  | 1971  | 1981 | 1991 | 2002 | 2011 |
| ----- | ----- | ----- | ----- | ---- | ---- | ---- | ---- |
| 1 043 | 1 106 | 1 133 | 1 017 | 971  | 954  | 802  | 745  |

|  |